# Johann Baisamy
Johann Baisamy, né le 18 mai 1989 à Évian, est un snowboardeur français, spécialisé dans la discipline du half-pipe. Il évolue au club SC Avoriaz et participe aux Jeux olympiques d'hiver de 2010 en tant que remplaçant puis aux Jeux olympiques d'hiver de 2014, prenant la seizième place. 
Consultant Eurosport pour les épreuves de coupe du monde freestyle 2016/2017, il met un terme à sa carrière fin 2016 pour se consacrer au développement d'une école 100% snowboard sur Avoriaz avec son entraîneur historique Fred Vulliez et son ami de l'équipe de France Aluan Ricciardi. 

## Palmarès
Il a réussi à monter deux fois sur un podium en Coupe du monde (en 2011 à Bardonnèche (Italie) et 2013 à Ruka (Finlande)). Il est également multiple champion de France (2011, 2014 et 2015) et 2ème du classement final de la coupe du monde Half-Pipe 2013/2014.